# Cartilage articulaire
Pour des articles plus généraux, voir Cartilage et Cartilage hyalin.
Le cartilage articulaire est un cartilage hyalin qui ne possède pas de périchondre qui se situe au niveau des surfaces articulaires des os.

## Composition
Le cartilage articulaire est constitué de chondrocytes et de fibres de collagène (de type II) baignant dans une substance fondamentale riche en protéoglycanes et en eau (70 à 80%). Les fibres de collagène représente 50% du poids sec.
Les fibres de collagène superficielles sont parallèles à la surface articulaire et perpendiculaires à la surface osseuse pour les fibres profondes.

## Vascularisation
Le cartilage articulaire ne possède ni vaisseaux sanguins, ni vaisseaux lymphatiques.
Il est nourri par diffusion passive à partir du liquide synovial et à partir de l'os support. Pour ce dernier mode nutritif ne concerne que le cartilage articulaire jeune.

## Innervation
Le cartilage articulaire n'a pas d'innervation et la perception douloureuse se fait par les terminaisons nerveuses de la membrane synoviale, de la capsule articulaire, de l'os périphérique et des muscles périphériques.

## Fonctions
Le cartilage articulaire a deux fonctions :
- amortissement et répartition des pressions exercées au niveau de l'articulation grâce à son élasticité,
- faciliter le glissement des surfaces articulaires entre elles en s'interposant entre les tissus osseux.